# Річард Менхівар
Річард Менхівар (англ. Richard Menjívar, нар. 31 жовтня 1990, Лос-Анджелес, США) — американський і сальвадорський футболіст, півзахисник національної збірної Сальвадору та клубу США «Нью-Йорк Космос».

## Клубна кар'єра
У дорослому футболі дебютував 2012 року виступами за команду клубу «Кел», в якій провів один сезон.
Своєю грою за цю команду привернув увагу представників тренерського штабу данського нижчолігового клубу «Блокгус», до складу якого приєднався 2012 року.
2013 року уклав контракт з клубом «Атланта Сільвербекс», у складі якого провів один сезон.
Протягом сезону 2014—2015 захищав кольори команди клубу «Сан-Антоніо Скорпіонс».
Згодом з 2015 по 2016 рік грав у складі команд клубів «Тампа-Бей Роудіс» та «Райо Оклахома-Сіті».
До складу клубу «Нью-Йорк Космос» приєднався 2017 року.

## Виступи за збірні
2012 року залучався до складу молодіжної збірної Сальвадору. На молодіжному рівні зіграв у 4 офіційних матчах, забив 1 гол.
2013 року дебютував в офіційних матчах у складі національної збірної Сальвадору.
У складі збірної був учасником розіграшу Золотого кубка КОНКАКАФ 2013 року у США, розіграшу Золотого кубка КОНКАКАФ 2015 року в США та Канаді, розіграшу Золотого кубка КОНКАКАФ 2017 року в США.